# Iznalloz (stacja kolejowa)
Iznalloz (hiszp. Estación de Iznalloz) – stacja kolejowa w Iznalloz, w Prowincji Grenada, we wspólnocie autonomicznej Andaluzja, w Hiszpanii.

## Położenie stacji
Znajduje się na linii kolejowej Moreda – Grenada w km 23,977.

## Linie kolejowe
- Linia Moreda – Grenada